# Glasvegas
Glasvegas ist eine vierköpfige schottische Alternative-Rock-Band aus Glasgow.

## Bandgeschichte
Entdeckt wurde die Band 2006 in Glasgow von dem schottischen Musikfachmann Alan McGee, der schon Bands wie Oasis und Primal Scream unter Vertrag genommen hatte. Noch im selben Jahr erschien eine erste Single. Aber erst mit der zweiten Veröffentlichung Daddy’s Gone stellte sich im Jahr darauf der Erfolg ein. Die Single wurde vom New Musical Express auf Platz 2 der besten Songs des Jahres gewählt und die Band gewann den Newcomer-Award des Musikmagazins. Von der BBC wurden sie bei Sound of 2008 auf Platz 4 gesetzt.
Nach einer Tour Anfang 2008 und der Veröffentlichung einer dritten limitierten Single wurden Glasvegas schließlich von Columbia Records unter Vertrag genommen und veröffentlichten mit Geraldine ihre erste richtige Single, die bis in die britischen Top 20 kam. Es folgte das nach der Band benannte Debütalbum, mit dem die vier Schotten auf Anhieb bis auf Platz 2 der Charts vorstießen.
Im Rahmen der 360°-Tour 2009 der irischen Rockgruppe U2 traten Glasvegas viermal (Dublin, London, Glasgow und Cardiff) als Vorgruppe auf.

## Diskografie

### Alben
- Glasvegas (2008)
- Euphoric /// Heartbreak \\\ (2011)
- Later...When the TV Turns to Static (2013)
- Godspeed (2021)

### EPs
- A Snowflake Fell (And It Felt Like a Kiss) (2008, 6-Track-Album)

### Singles
- I’m Gonna Get Stabbed/Ina Lvs. Rab (2004)
- Go Square Go! (2006)
- Daddy’s Gone (2007)
- It’s My Own Cheating Heart That Makes Me Cry (2008)
- Geraldine (2008)
- Daddy’s Gone (2008, Wiederveröffentlichung)
- Flowers & Football Tops (2009)
- Euphoria, Take My Hand (2011)
- I’d Rather Be Dead (Than Be with You) (2013)
- If (2013)